# Bondy (métro de Paris)
Pour les articles homonymes, voir Bondy (homonymie).
Bondy est une future station du métro de Paris qui sera située le long de la ligne 15 à Bondy, en Seine-Saint-Denis. Destinée à être ouverte à l'horizon 2031, elle offrira une correspondance avec le RER E et la ligne 4 du tramway d'Île-de-France (T4) via la gare de Bondy. Elle devrait voir passer 70 000 voyageurs par jour.